# Deniz Öncü
Deniz Öncü (* 26. Juli 2003 in Alanya) ist ein türkischer Motorradrennfahrer.

## Karriere

### Anfangsjahre
2017 und 2018 nahm er zusammen mit seinem Zwillingsbruder Can Öncü am Red Bull MotoGP Rookies Cup teil und wurde Gesamtvierter bzw. -zweiter, in beiden Fällen einen Platz hinter seinem Bruder. Zudem entschied er 2017 den Idemitsu Asia Talent Cup für sich.

### Moto3-Klasse
Seit der Saison 2019 tritt Öncü in der Moto3-Klasse der Motorrad-Weltmeisterschaft an. Sein Debüt gab er für Red Bull KTM Ajo beim Großen Preis von Tschechien. In seiner Debütsaison konnte er allerdings in keinem der fünf Rennen, an denen er teilgenommen hatte, einen Punkt sichern. Seine beste Platzierung war ein 16. Rang beim Großen Preis von San Marino.
Seit der Saison 2020 fährt Öncü für Red Bull KTM Tech3. Sein bestes Saison-Ergebnis war der 6. Platz beim Großen Preis von Valencia.

## Statistik

### Erfolge
- 2017 – Gesamtsieger des Idemitsu Asia Talent Cup
- 5 Grand-Prix-Siege

### In der Motorrad-Weltmeisterschaft
(Stand: Großer Preis von Österreich, 17. August 2025)
| Saison | Klasse | Team               | Motorrad | Rennen | Siege | Zweiter | Dritter | Poles | schn. Runden | Punkte | Ergebnis |
| ------ | ------ | ------------------ | -------- | ------ | ----- | ------- | ------- | ----- | ------------ | ------ | -------- |
| 2019   | Moto3  | Red Bull KTM Ajo   | KTM      | 5      | –     | –       | –       | –     | –            | 0      | 35.      |
| 2020   | Moto3  | Red Bull KTM Tech3 | KTM      | 15     | –     | –       | –       | –     | –            | 50     | 17.      |
| 2021   | Moto3  | Red Bull KTM Tech3 | KTM      | 16     | –     | 2       | 1       | 1     | –            | 95     | 11.      |
| 2022   | Moto3  | Red Bull KTM Tech3 | KTM      | 20     | –     | 2       | 1       | 3     | 4            | 200    | 5.       |
| 2023   | Moto3  | Red Bull KTM Ajo   | KTM      | 20     | 3     | 1       | 3       | 4     | 3            | 223    | 4.       |
| 2024   | Moto2  | Red Bull KTM Ajo   | Kalex    | 17     | –     | –       | 1       | –     | –            | 49     | 20.      |
| 2025   | Moto2  | Red Bull KTM Ajo   | Kalex    | 12     | 2     | 1       | –       | –     | –            | 100    | 7.       |
| Gesamt | Gesamt | Gesamt             | Gesamt   | 105    | 5     | 6       | 6       | 8     | 7            | 717    |          |

Grand-Prix-Siege
| Saison | Klasse | Rennen                            |
| ------ | ------ | --------------------------------- |
| 2023   | Moto3  | Deutschland Osterreich Australien |
| 2025   | Moto2  | Aragonien Deutschland             |

Einzelergebnisse
| Saison | 1        | 2           | 3           | 4          | 5          | 6          | 7                      | 8              | 9           | 10                     | 11          | 12                     | 13         | 14             | 15                            | 16             | 17         | 18             | 19         | 20       | 21       | 22       |
| ------ | -------- | ----------- | ----------- | ---------- | ---------- | ---------- | ---------------------- | -------------- | ----------- | ---------------------- | ----------- | ---------------------- | ---------- | -------------- | ----------------------------- | -------------- | ---------- | -------------- | ---------- | -------- | -------- | -------- |
| 2019   | Katar    | Argentinien | USA-Texas   | Spanien    | Frankreich | Italien    | Katalonien             | Niederlande    | Deutschland | Tschechien             | Osterreich  | Vereinigtes Konigreich | San Marino | Aragonien      | Thailand                      | Japan          | Australien | Malaysia       | \|\| \|\|  |          |          |          |
| 2019   |          |             |             |            |            |            |                        |                |             | 18                     | 17          |                        | 16         | 24             | 19                            |                |            |                |            |          |          |          |
| 2020   | Katar    | Spanien     | Andalusien  | Tschechien | Osterreich | Steiermark | San Marino             | Emilia-Romagna | Katalonien  | Frankreich             | Aragonien   |                        | Europa     | Valencia       | \|\| \|\| \|\| \|\| \|\| \|\| |                |            |                |            |          |          |          |
| 2020   | 12       | 25          | DNF         | 15         | 8          | DNF        | 16                     | 7              | DNF         | 22                     | 15          | 7                      | 14         | 6              | 10                            |                |            |                |            |          |          |          |
| 2021   | Katar    | Katar       | Portugal    | Spanien    | Frankreich | Italien    | Katalonien             | Deutschland    | Niederlande | Steiermark             | Osterreich  | Vereinigtes Konigreich | Aragonien  | San Marino     | USA-Texas                     | Emilia-Romagna | Portugal   | \|\| \|\| \|\| |            |          |          |          |
| 2021   | 20       | 18          | 15          | 20         | 9          | DNF        | 3                      | 16             | 15          | 21                     | 2           | 8                      | 2          | 21             | 5                             | EX             | EX         | 5              |            |          |          |          |
| 2022   | Katar    | Indonesien  | Argentinien | USA-Texas  | Portugal   | Spanien    | Frankreich             | Italien        | Katalonien  | Deutschland            | Niederlande | Vereinigtes Konigreich | Osterreich | San Marino     | Aragonien                     | Japan          | Thailand   | Australien     | Malaysia   | \|\|     |          |          |
| 2022   | 4        | 5           | 14          | 5          | 4          | 4          | 9                      | 15             | 5           | 7                      | 9           | 3                      | 4          | 4              | 4                             | 15             | 17         | 2              | 10         | 2        |          |          |
| 2023   | Portugal | Argentinien | USA-Texas   | Spanien    | Frankreich | Italien    | Deutschland            | Niederlande    | Kasachstan  | Vereinigtes Konigreich | Osterreich  | Katalonien             | San Marino | Indien         | Japan                         | Indonesien     | Australien | Thailand       | Malaysia   | Katar    | Valencia |          |
| 2023   | 10       | 24          | 6           | 9          | 6          | 2          | 1                      | 3              | C           | 11                     | 1           | 11                     | 3          | 14             | DNF                           | 8              | 1          | 5              | 11         | 3        | 5        |          |
| 2024   | Katar    | Portugal    | USA-Texas   | Spanien    | Frankreich | Katalonien | Italien                | Niederlande    | Deutschland | Vereinigtes Konigreich | Osterreich  | Aragonien              | San Marino | Emilia-Romagna | Indonesien                    | Japan          | Australien | Thailand       | Malaysia   | \|\|     |          |          |
| 2024   | 15       | 20          | 22          | 14         | 18         | 19         | 13                     |                |             |                        | 11          | 3                      | 19         | DNF            | 9                             | 17             | 21         | 10             | 7          | 21       |          |          |
| 2025   | Thailand | Argentinien | USA-Texas   | Katar      | Spanien    | Frankreich | Vereinigtes Konigreich | Aragonien      | Italien     | Niederlande            | Deutschland | Tschechien             | Osterreich | Ungarn         | Katalonien                    | San Marino     | Japan      | Indonesien     | Australien | Malaysia | Portugal | Valencia |
| 2025   | 12       | 14          | DNF         | 2          | 5          | 17         | 19                     | 1              | 6           | DNF                    | 1           | 13                     | INJ        |                |                               |                |            |                |            |          |          |          |

| Legende  | Legende            | Legende                                                          |
| Farbe    | Abkürzung          | Bedeutung                                                        |
| -------- | ------------------ | ---------------------------------------------------------------- |
| Gold     | –                  | Sieg                                                             |
| Silber   | –                  | 2. Platz                                                         |
| Bronze   | –                  | 3. Platz                                                         |
| Grün     | –                  | Platzierung in den Punkten                                       |
| Blau     | –                  | Klassifiziert außerhalb der Punkteränge                          |
| Violett  | DNF                | Rennen nicht beendet (did not finish)                            |
| Violett  | NC                 | nicht klassifiziert (not classified)                             |
| Rot      | DNQ                | nicht qualifiziert (did not qualify)                             |
| Rot      | DNPQ               | in Vorqualifikation gescheitert (did not pre-qualify)            |
| Schwarz  | DSQ                | disqualifiziert (disqualified)                                   |
| Weiß     | DNS                | nicht am Start (did not start)                                   |
| Weiß     | WD                 | zurückgezogen (withdrawn)                                        |
| Hellblau | PO                 | nur am Training teilgenommen (practiced only)                    |
| Hellblau | TD                 | Freitags-Testfahrer (test driver)                                |
| ohne     | DNP                | nicht am Training teilgenommen (did not practice)                |
| ohne     | INJ                | verletzt oder krank (injured)                                    |
| ohne     | EX                 | ausgeschlossen (excluded)                                        |
| ohne     | DNA                | nicht erschienen (did not arrive)                                |
| ohne     | C                  | Rennen abgesagt (cancelled)                                      |
| ohne     | keine WM-Teilnahme |                                                                  |
| sonstige | P/fett             | Pole-Position                                                    |
| sonstige | 1/2/3/4/5/6/7/8    | Punktplatzierung im Sprint-/Qualifikationsrennen                 |
| sonstige | SR/kursiv          | Schnellste Rennrunde                                             |
| sonstige | *                  | nicht im Ziel, aufgrund der zurückgelegten Distanz aber gewertet |
| sonstige | ()                 | Streichresultate                                                 |
| sonstige | unterstrichen      | Führender in der Gesamtwertung                                   |